# تپه ارگ زوارم
تپه ارگ زوارم مربوط به اواخر دوره ساسانیان - سده‌های اولیه دوران‌های تاریخی پس از اسلام است و در شهرستان شیروان، بخش مرکزی، دهستان زوارم، روستای زوارم واقع شده و این اثر در تاریخ ۲۷ بهمن ۱۳۸۷ با شمارهٔ ثبت ۲۴۶۵۶ به‌عنوان یکی از آثار ملی ایران به ثبت رسیده است.